# Shirley (film)
Shirley är en amerikansk historisk- och biografisk dramafilm från 2024. Filmen är regisserad av John Ridley som även skrivit filmens manus. Filmen är baserad på verkliga händelser.
Filmen hade premiär den 22 mars 2024 på strömningstjänsten Netflix.

## Handling
Filmen kretsar kring Shirley Chisholm som blev den första mörkhyade kvinnliga kongressledamot i USA. 

## Rollista (i urval)
- Regina King – Shirley Chisholm
- Lance Reddick – Wesley McDonald "Mac" Holder
- Terrence Howard – Arthur Hardwick Jr.
- Lucas Hedges – Robert Gottlieb
- Brian Stokes Mitchell – Stanley Townsend
- Christina Jackson – Barbara Lee
- Michael Cherrie – Conrad Chisholm
- Dorian Missick – Ron Dellums
- Amirah Vann – Diahann Carroll
- W. Earl Brown – George Wallace
- Brad James – Huey P. Newton
- André Holland – Walter Fauntroy